# Sistema Diego
Il sistema Diego è uno dei 38 gruppi sanguigni umani, ed è composto da 21 antigeni espressi sulla glicoproteina di banda 3, nota anche come Anion exchanger 1 (AE1); gli antigeni sono ereditati da vari alleli del gene SLC4A1 (Solute carrier family 4 member 1), situato sul cromosoma 17.
La glicoproteina AE1 è espressa solo sui globuli rossi e, in forma ridotta, in alcune cellule del rene.

## Gli antigeni di gruppo

### Gli antigeni Diego
Il sistema Diego prende il nome da una coppia di antigeni, Diegoa (Dia) e Diegob (Dib), che differiscono di un amminoacido nella glicoproteina AE1, corrispondente a una differenza nella sequenza nucleotidica del gene SLC4A1.
L'antigene Diegoa è abbastanza comune nelle popolazioni indigene delle Americhe (in Nord e Sud America) e negli asiatici orientali, mentre è molto raro o assente nella maggior parte delle altre popolazioni, a sostegno della teoria secondo cui i due gruppi etnici condividono origini comuni. Dib è comune o onnipresente in tutte le popolazioni. Le persone eterozigoti per i due alleli producono entrambi gli antigeni.
Gli anticorpi anti-Dia possono causare una grave malattia emolitica del neonato o gravi reazioni trasfusionali. Gli anti-Dib di solito provocano reazioni più lievi.

### Gli altri antigeni
Gli antigeni Wright sono un altro paio di antigeni, Wrighta (Wra) e Wrightb (Wrb), che ugualmente differiscono per un aminoacido sulla glicoproteina AE1 e un nucleotide sul gene SLC4A1.
Diciassette altri antigeni rari sono inclusi nel sistema Diego, poiché sono prodotti da mutazioni del gene SLC4A1: essi includono Waldner (Wda), Redelberger (Rba), Warrior (WARR), ELO, Wulfsberg (Wu), Bishop (Bpa), Moen (Moa), Hughes (Hua), van Vugt (Vga), Swann (Swa), Bowyer (BOW), NFLD, Nunhart (Jna), KREP, Traversu (Tra), Froese (Fra) e SW1.
| ISBT | Simbolo | Nome storico | Polimorfismo            |
| ---- | ------- | ------------ | ----------------------- |
| DI1  | Dia     | Diego a      | Leu 854                 |
| DI2  | Dib     | Diego b      | Pro 854                 |
| DI3  | Wra     | Wright a     | Lys 658                 |
| DI4  | Wrb     | Wright b     | Glu 658                 |
| DI5  | Wda     | Waldner      | Val 557 Met             |
| DI6  | Rba     | Radelberger  | Pro 548 Met             |
| DI7  | WARR    | Warrior      | Thr 552 II              |
| DI8  | ELO     |              | Arg 432 Trp             |
| DI9  | Wu      | Wulfsberg    | Gly 565 Ala             |
| DI10 | Bpa     | Bishop       | Asm 569 Lys             |
| DI11 | Moa     | Moen         | Arg 656 Cys             |
| DI12 | Hga     | Hughes       | Tyr 555 His             |
| DI13 | Uga     | van Vugt     | Ag 646 Gln              |
| DI14 | Swa     | Swann        | Pro 561 Ser             |
| DI15 | BOW     | Bowyer       | Pro 561 Ser             |
| DI16 | NFLD    |              | Glu 429 ASP Pro 561 Ala |
| DI17 | Jna     | Nunhart      | Pro 566 Ser             |
| DI18 | KREP    |              | Pro 566 Ala             |
| DI19 | Tra     | Traversu     | Lys 551 Asn             |
| DI20 | Fra     | Froese       | Glu 480 Lys             |
| DI21 | SW1     |              | Arg 646 Trp             |
| DI22 | DISK    |              | Gly 565 Ala             |